# Jaén

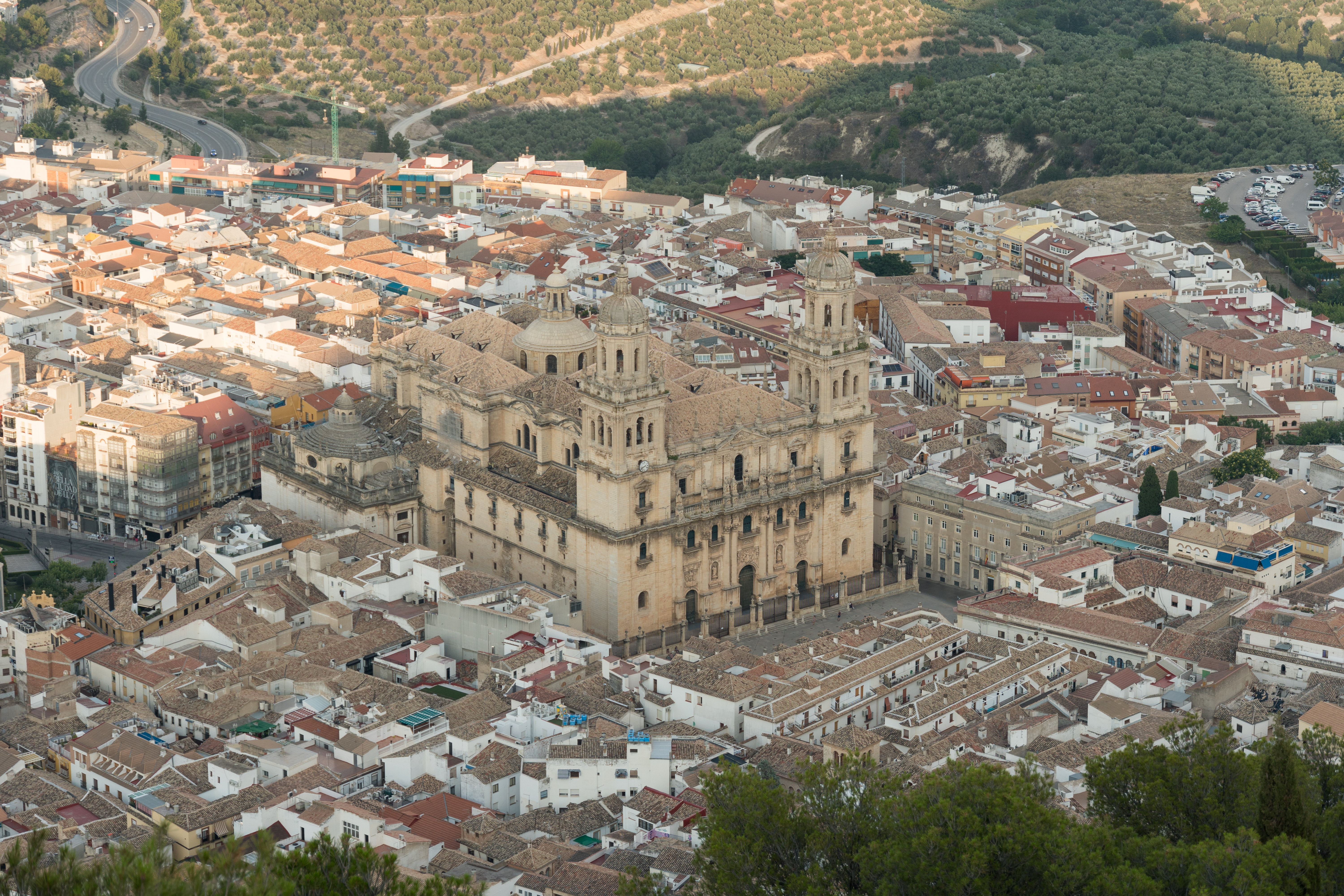
Katedralen i Jaén.

Jaén (spanskt uttal: [xaˈen]
 ( lyssna)) är en stad och kommun i den autonoma regionen Andalusien i södra Spanien. Staden ligger cirka 294 kilometer söder om Madrid. Jaén är huvudort i provinsen med samma namn. Kommunen har 112 074 invånare (2024), på en yta av 424,23 km².